# Tauj
Il Tauj (in russo Тауй?), che per quasi tutto l'alto e medio corso si chiama Kava (Кава), è un fiume dell'Estremo Oriente russo. Scorre nel Territorio di Chabarovsk e nell'Oblast' di Magadan.
Il fiume Taui ha origine alla confluenza dei fiumi Rasava e Lozovaja e scorre in direzione sud-orientale, poi prevalentemente orientale. La sua lunghezza è di 378 km, l'area del suo bacino è di 25 900 km². Sfocia nella piccola baia Amachtonskij che si trova nella parte nord-ovest della più grande Baia del Tauj. Il congelamento del fiume inizia nella seconda metà di ottobre e termina nella seconda metà di maggio. È una zona di deposizione delle uova del salmone. Nella parte inferiore è navigabile. Il suo maggior affluente, da sinistra, è la Čelomdža (lungo 228 km).